# Jo van Pol
Jo van Pol (Montfort, 19 januari 1948) is een voormalig Nederlands wielrenner.
Van Pol was professioneel wielrenner in de jaren 1973 en 1974. In zijn eerste jaar als  amateurwielrenner won hij in 1968 de Ronde van Oirsbeek, zijn eerste overwinning in KNWU-verband. In 1969 behaalde hij een etappewinst in de Luxemburgse etappenkoers Omloop der twaalf Kantons en werd hij tevens eindoverwinnaar in deze ronde. Tevens werd hij in dat jaar 2e in het eindklassement van de Ster van Henegouwen. Het jaar 1970 werd voor hem, nog steeds als amateur, een topjaar met 11 overwinningen en een tweede plaats in het eindklassement van Olympia’s Ronde. Hiervoor ontving hij aan het eind van het seizoen uit handen van Gerrit Schulte de Tobago-beker, een trofee die elk jaar werd uitgereikt aan de “renner van de toekomst”. Joop Zoetemelk was zijn voorganger in 1969. 
In 1971 won hij de zesde etappe in de Ronde van de Toekomst en werd hij tweede in het puntenklassement.

## Overwinningen en ereplaatsen
1968
- 1e in de Ronde van Oirsbeek

1969
- 1e in de Ronde van Ubach over Worms
- 2e in het eindklassement van de Ster van Henegouwen
- 1e in de 2e etappe Ronde der 12 Kantons
- 1e in eindklassement Ronde der 12 Kantons

1970
- 1e in de Ronde van Born
- 1e in de Ronde van Buchten
- 2e in het eindklassement van Olympia’s Tour
- 1e in de Ronde van Schaesberg
- 1e in het Limburgs Kampioenschap der amateurs
- 1e in de 6e etappe Ronde van Zuidslavië
- 1e in de Pepinster
- 1e in de Renory-Angleur
- 1e in de Ronde van St. Joost
- 1e in de Europacriterium Bazel
- 1e in de Ronde van Ehrendingen
- 1e in de Ronde van Nuth

1971
- 1e in de Ronde van Buchten
- 7e in het eindklassement Ronde van Oostenrijk
- 1e in de 6e etappe Ronde van de Toekomst
- 2e in puntenklassement Ronde van de Toekomst